# 엘도라도

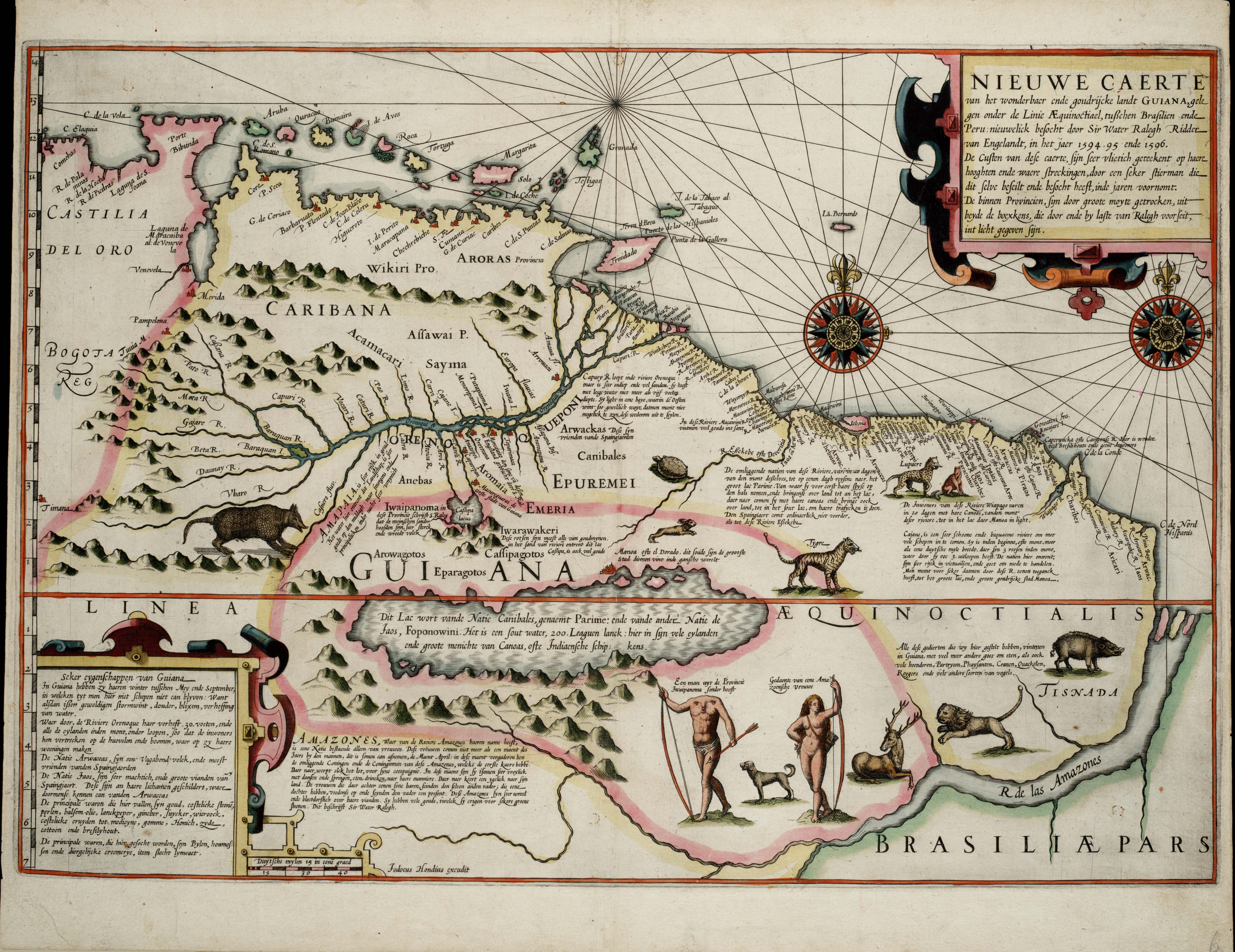

엘도라도(스페인어: El Dorado→황금으로 된 것)는 남미에 존재한다고 믿었던 황금이 넘쳐난다는 황금향에 대한 전설이다. 대항해 시대 당시 많은 정복자가 엘도라도를 찾으려고 했으나 모두 실패했다. 그 때문에 학자들은 엘도라도에 대해 현지 선주민의 거짓말이 보태졌다고 결론을 내렸다. 정복자에게 엘도라도를 모른다고 하면 마구 고문을 가했지만, “어디어디 금은이 있고 어디어디 산호가 넘쳐난다.”라는 식으로 거짓말을 하면 당장에 고문은 피할 수 있었다는 논리다. 그러나 잉카 제국은 피사로의 정복 당시 많은 금은을 소유하고 있었고, 북아메리카에서는 대항해 시대가 끝난 뒤 금광이 터졌다. 그 때문에 일부 사람은 엘도라도는 실제로 존재했지만 대항해 시대 안에 발견되지 않았을 뿐이라고 주장하기도 한다.

## 엘도라도를 소재로 한 작품

### 영화
- 엘도라도: 존 웨인 주연의 1966년 개봉 영화

### 극장용 만화 영화
- 엘도라도

## 같이 보기
- 무타파 제국
- 시에라 데 라 플라타